# Mission militaire française de liaison
La Mission militaire française de liaison, en abrégé MMFL (French Military Liaison Mission, FMLM en anglais, Französische Militär-Verbindungs-Mission, F-MVM en allemand, Французская Военная Миссия Связи en russe), est la mission militaire de liaison française active en zone d'occupation soviétique en Allemagne de 1947 à 1990. Créée par l'accord Noiret-Malinine pour assurer la communication entre les états-majors français et soviétique, la MMFL assurera dans les faits principalement une mission de reconnaissance et de renseignement sur les activités et les matériels du Groupement des forces armées soviétiques en Allemagne et de la Nationale Volksarmee, au profit des Forces armées françaises, mais également des armées britannique et américaine. Elle assurait également le soutien aux ressortissants français en République démocratique allemande.

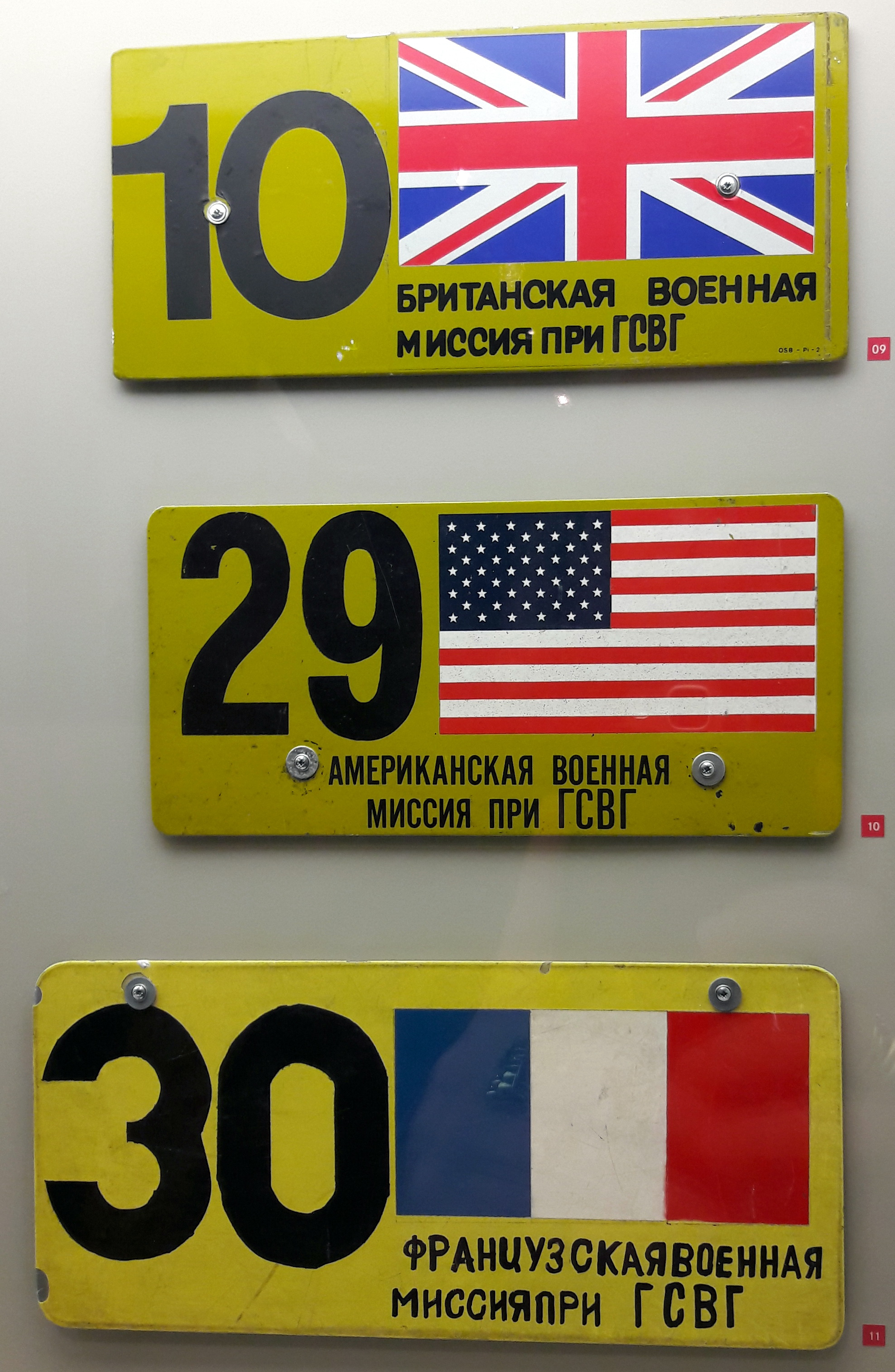
Plaques d'immatriculation spécifiques des véhicules des missions alliées.

## Historique

### L'accord Noiret-Malinine
La MMFL est établie par l'accord Noiret-Malinine, signé par les généraux Roger Noiret et Mikhaïl Malinine le 3 avril 1947. Il établit la mission première, et officielle, de la mission : assurer la liaison entre l'état-major des Forces françaises en Allemagne, à Baden-Baden, et celui des forces d'occupation soviétiques. Selon les termes de l'accord, la mission militaire de liaison soviétique est installée à Baden-Baden, tandis que son homologue française est installée à Potsdam ; toutes deux comptent dix-huit membres : un chef de mission, cinq officiers et douze autres personnels. L'accord se fonde sur deux principes : d'une part, l'accréditation exclusive des membres des missions auprès du commandant des forces françaises ou soviétiques en Allemagne, interdisant donc tout contact avec les autorités allemandes, et d'autre part, la stricte réciprocité des traitements entre français et soviétiques.

### Des débuts hésitants

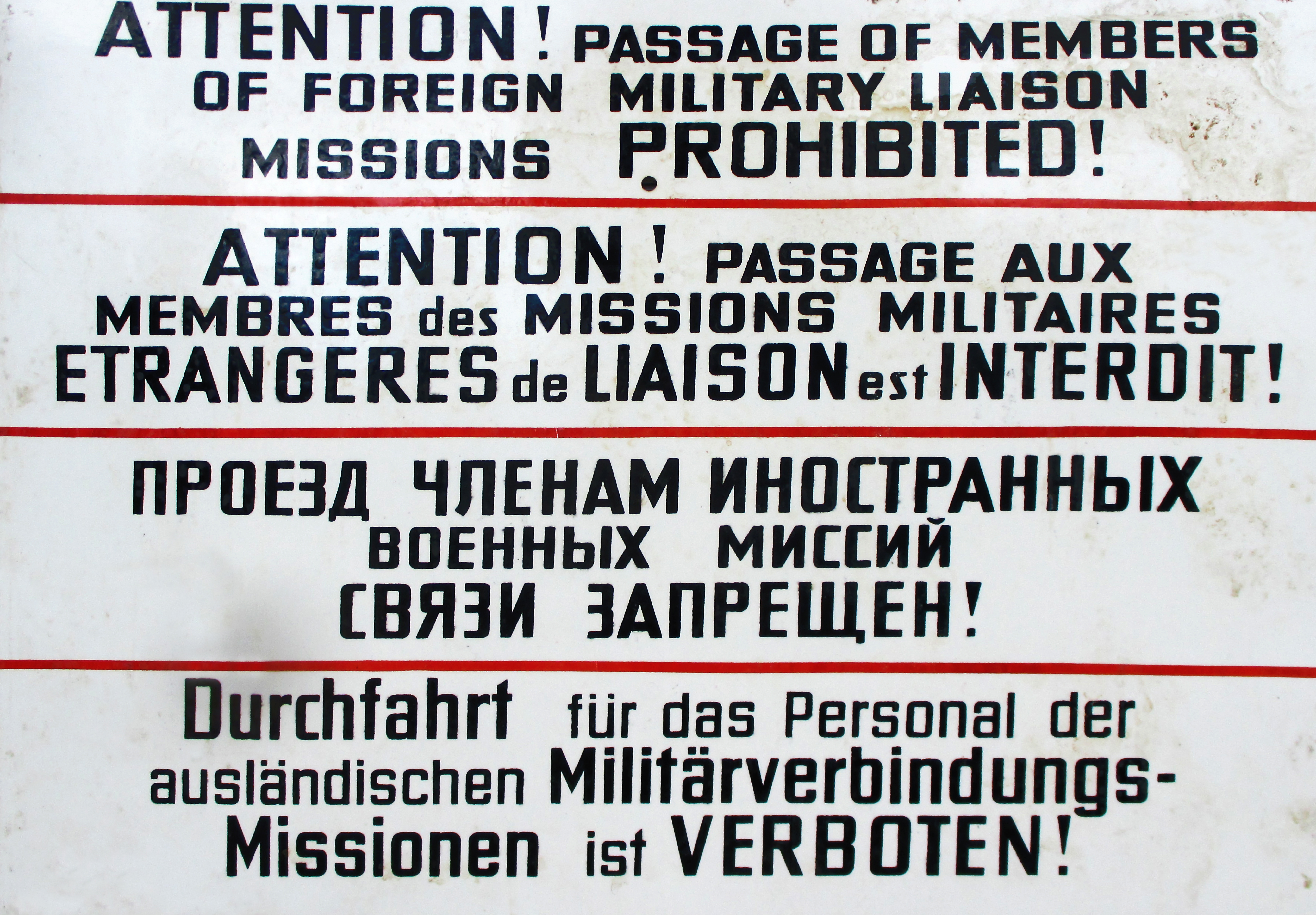
Panneau multilingue interdisant l’accès d’une zone aux missions militaires de liaison.

Les débuts de la mission, d'abord simplement nommée Mission française de liaison, la voient se consacrer principalement à son rôle prévu de liaison entre les états-majors soviétique et français. Si elle s'occupe de renseignement, il s'agit alors plutôt de renseignement d'ambiance, s'intéressant à la situation allemande en zone d'occupation soviétique et à son évolution politique et économique. En effet, les autorités françaises d'alors sont bien plus préoccupées de la « question allemande » que d'une éventuelle menace soviétique.
Il faut attendre le blocus de Berlin pour que la situation change et que soit ordonnée la première mission de renseignement sur les mouvements de troupes soviétiques, en juillet 1949. Les personnels de la mission commencent alors à s'interroger sur l'éventualité d'une guerre avec l'URSS, en remettant un rapport traitant de la possibilité d'une implication militaire ouest-allemande dans un tel conflit, et de l'hostilité croissante de la population envers l'occupant soviétique.
Les premières sorties régulières dans l'objectif d’acquérir du renseignement militaire ont lieu à l'occasion de l'insurrection de juin 1953 en Allemagne de l'Est, des équipages étant envoyés pour vérifier d'éventuels mouvements de chars.
La MFL est renommée Mission militaire française de liaison en 1956, année où elle est organisée en deux sections, une « Air » et une « Terre ».
En 1958, la mission recrute ses premiers spécialistes avec objectif le renseignement militaire, organise son équipement en véhicules et en appareil photographiques, et se dote d'un laboratoire de développement et de tirage photographique. L'entente avec les alliés américains et britanniques pour le découpage de la RDA en zones placées alternativement sous la responsabilité de chaque mission, pour les domaines air et terre, est l'occasion de réaliser que les moyens d'identification des matériels soviétiques des Français sont peu évolués. Les Américains fournissent donc des documents de l'OTAN, puis il est décidé que les équipages des missions pourront, au retour de chaque sortie, effectuer un compte-rendu normalisé au bénéfice de l'ensemble des missions, lequel est ensuite transmis au SHAPE, qui en assure la diffusion aux états-majors nationaux.
Hiérarchiquement, la MMFL dépend directement du commandant des Forces françaises en Allemagne. Si elle appartient de fait à la garnison française de Berlin-Ouest, qui la finance via les fonds d'occupation octroyés par le Sénat de Berlin, elle ne lui rend pas de comptes directs. En revanche, elle est subordonnée à l'état-major de la Force Aérienne Tactique (FATac), en garnison à Metz.

### Premières
La MMFL est responsable de plusieurs premières observations détaillées de matériels militaires soviétiques. Ses équipages prennent par exemple les première photos occidentales du véhicule antiaérien 2K12 Kub employé par la NVA, en novembre 1979, ou du radar P-40 Bronya. C'est également un équipage de la MMFL qui prit les premières photos occidentales du T-80, avec enregistrement du son de sa turbine à gaz, et qui rapporta le premier exemplaire connu à l'Ouest de blindage réactif. Au crédit de la MMFL également, la première observation occidentale d'un Soukhoï Su-24, avec de nombreuses photos détaillées, l'équipage ayant profité d'une présentation en vol organisée pour des généraux soviétiques. Certaines premières sont plus techniques, comme l'observation du décollage JATO d'un MiG-21.
Les manœuvres conjointes des armées du Pacte de Varsovie fournissent également l'occasion de premières observations de certains matériels dans certaines armées. Ainsi, en septembre 1980, un équipage de la MMFL placé le long d'une voie ferrée profite-t-il du passage des trains à destination d'une zone d'exercices pour prendre les premières photographies occidentales de chars T-72 polonais ou d'automoteurs 2S1 Gvozdika tchécoslovaques, mais aussi de divers modèles de camions Star, Praga ou Tatra.
Mais ces premières sont parfois décevantes : ainsi, un équipage qui avait pris beaucoup de risques pour obtenir des photos d'un engin bâché non identifié au sein d'un convoi militaire, et ayant réussi à conserver ses pellicules malgré leur arrestation par les Soviétiques, s'aperçut une fois rentré que l'engin en question était une scie à chaîne.

### Mort de l'adjudant-chef Mariotti
Les opérations de la MMFL n'ont vu la mort que d'un seul missionnaire, l'adjudant-chef Philippe Mariotti, survenue le 22 mars 1984. Ce jour-là, à 11 heures, à proximité de Halle, la Mercedes 280 qu'il conduit est volontairement percutée par un camion Oural-375 de la Nationale Volksarmee, sur ordre d'un agent de la Stasi présent à bord. L'adjudant-chef, au volant, est tué sur le coup ; les deux autres membres de l'équipage, le capitaine Jean-Paul Staub et l'adjudant-chef Jean-Marie Blancheton, sont blessés. Toutefois, ni les hommes de la NVA ou de la Stasi, ni l'équipage d'une ambulance militaire est-allemande arrivée sur place ne viennent en aide aux blessés ; il faut attendre l'arrivée d'une ambulance de pompiers pour que des secours leur soient prodigués. Les soviétiques arrivent à 12 h 45 ; les Français, prévenus par ceux-ci, arriveront à 18 h 30.
Le 27 mars 1984, l'agent de la Stasi qui avait donné l'ordre de collision, et huit autres membres de cette agence reçoivent une prime de 1 000 DDM pour leur « remarquable engagement lors de la conduite d'une action de protection offensive contre l'activité hostile des missions militaires de liaison occidentales. » Les conclusions officielles de l'enquête menée par la Volkspolizei prétendront que l'équipage de la MMFL circulait en zone interdite et que le conducteur n'avait pas respecté le code de la route.
L'adjudant-chef Mariotti est nommé chevalier de la Légion d'honneur à titre posthume, et la collision fait l'objet d'une protestation écrite de l'ambassadeur de France à Bonn à son homologue soviétique à Berlin-Est. Le 20 avril 1984, les membres de la MMFL organisent une cérémonie d'hommage sur les lieux de l'accident, où ils érigent une croix et déposent une gerbe, en présence du colonel soviétique à la tête de la Kommendatura de Halle, dont l'interprète dépose également des fleurs. Une fois la cérémonie terminée et les Français repartis, des membres de la Stasi vinrent arracher la croix et disperser les fleurs.

### Fin de la mission
La MMFL est dissoute le 30 juin 1991.

### Filmographie
- Yves Jan, Les sentinelles de la Guerre froide - Keep the Cold War Cold, Artline Films - France 3, 2009 (ISAN 0000-0002-3B25-0000-0-0000-0000-3)